# Cesare Beccaria
Cesare Beccaria, marqués de Beccaria (Milán, 15 de marzo de 1738 - ibidem, 20 de noviembre de 1794), fue un literato, filósofo, jurista y economista italiano, abuelo materno de Alessandro Manzoni.
Es considerado uno de los pilares del Derecho penal ilustrado, movimiento que reformó el Derecho penal europeo modernizándolo.
Ligado a los ambientes ilustrados milaneses, formó parte del círculo de los hermanos Pietro y Alessandro Verri, colaboró con la revista El Café y contribuyó a fundar la Academia de los Puños (Accademia dei Pugni). Estimulado por Alessandro Verri, protector de los encarcelados, se interesó por la situación de la justicia. Sus influencias principales fueron de John Locke, Montesquieu, Claude-Adrien Helvétius y Étienne Bonnot de Condillac.

## Pensamiento
Después de publicar algunos ensayos de economía, publicó De los delitos y las penas en 1764, un breve escrito que tuvo mucho éxito en toda Europa, particularmente en Francia, donde obtuvo el aprecio entusiasta de los filósofos enciclopedistas.
Partiendo de la teoría contractualista, que funda sustancialmente la sociedad sobre un contrato encaminado a salvaguardar los derechos de los individuos, garantizando el orden, Beccaria definió los delitos como violaciones de este contrato. La sociedad en conjunto goza por tanto del derecho a defenderse, el cual se debe ejercitar con medidas proporcionales a los delitos cometidos (principio de la proporcionalidad de la pena); en un segundo principio se establecería que ningún hombre puede disponer de la vida de otro.

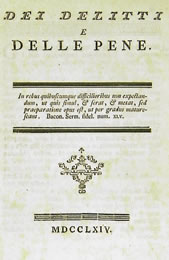
Frontispicio de la primera edición de De los delitos y las penas (1764)

Beccaria sostenía por lo tanto la abolición de la pena de muerte, la cual ni impide los crímenes ni tiene un eficaz efecto disuasorio; por ello se interesó en la prevención de los delitos, que según él se conseguía más por la certeza de la pena que por su severidad (principio elaborado por primera vez por el inglés Robert Peel). Beccaria afirmaba que para cualquier criminal pasar la vida en la cárcel con privación de libertad era peor que una condena a muerte, mientras que la ejecución no sirve como disuasorio para el criminal, dado que las personas tienden a olvidar y borrar completamente los recuerdos de un acto traumático y lleno de sangre; además, en la memoria colectiva la ejecución no se encontraba ligada a un recuerdo concreto de culpabilidad (al no haber estado siguiendo el proceso). También Ugo Foscolo afirmará en Las últimas cartas de Jacobo Ortis que «las condenas crecen con los suplicios». Por otro lado, Beccaria propugnaba la abolición de la pena capital pensando que esta, es una violación del principio de indisponibilidad de la vida humana (que sólo pertenecería a Dios, su creador) y una contravención en sí misma del contrato social, que tiene como fin la protección del ciudadano y no su destrucción.
Respecto al antes mencionado principio de proporcionalidad de las penas, Beccaria sostenía que éstas tienen un carácter preventivo, en sentido general y en sentido especial. La prevención especial es la que se dirige al delincuente que ha cometido la falta, mientras que la general se refiere al conjunto de la sociedad. Sostenía también que tanto los delitos como las penas deben ajustarse al principio de legalidad, anticipando la formalización definitiva de este principio por parte de Feuerbach.
Beccaria retoma el principio del valor educativo de la condena, según una idea típicamente italiana iniciada por Tommaso Campanella, el cual había sufrido personalmente en la cárcel: descubre que como la pequeña delincuencia encuentra alojamiento y comida asegurado en la cárcel, se afana por cometer crímenes con tal de entrar. Por lo tanto, como es la duración de la condena y no la intensidad lo que impulsa a no cometer crímenes, lo que conviene es tener la certeza de la condena y que esta sea extensa en el tiempo. Si bien Beccaria es contrario a la pena de muerte, la justifica solo por dos motivos:
- Que el delincuente, aún privado de su libertad, tenga poder que interese a la nación ejecutarlo. Se refiere a delitos de rebelión y traición a la patria.

- Que la ejecución del delincuente fuese «el verdadero y único freno», que contuviera a otros y los separase de cometer delitos.

Otras medidas planteadas por Beccaria para la reforma del derecho penal del Antiguo Régimen fueron la abolición del tormento y la limitación del arbitrio judicial. El tormento público como procedimiento de prueba o como castigo fue ampliamente usados durante el Antiguo Régimen, y en parte la obra de Beccaria es una reacción ante los suplicios y ejecuciones públicas de la época. La limitación del arbitrio judicial (es decir, que el juez esté atado al texto de la ley y no tenga capacidad para generar espontáneamente leyes penales) se explica desde el principio de separación de poderes y de la necesidad de aplicar penas prontas y seguras.

## Trascendencia
Cesare Beccaria fue uno de los más importantes inspiradores del movimiento de reforma del antiguo derecho penal continental, un derecho caracterizado en toda Europa por su extrema crueldad, por su arbitrariedad y su falta de racionalidad. Es también un pilar imprescindible para la comprensión de la vasta reforma ilustrada del siglo XVIII, inspirada en las ideas de autonomía, emancipación y lucha contra el despotismo.

## Obras
- Sobre el desorden monetario y su remedio en los estados milaneses (1762).
- De los delitos y las penas (1764).
- Investigación sobre la naturaleza del estilo (1770).
- Elementos de economía pública (edición póstuma en 1804).

## Eponimia
- El asteroide del cinturón principal (8935) Beccaria lleva este nombre en su memoria.